# Vila Jana Náhlovského
Vila Jana Náhlovského je neorenesanční vila situovaná v centru Jaroměře, na okraji Masarykových sadů. V objektu od roku 1949 sídlí městská knihovna. V roce 1994 byla Ministerstvem kultury České republiky prohlášena kulturní památkou České republiky. Vila je součástí městské památkové zóny města Jaroměř.

## Historie
Vilu si nechal v roce 1888 postavit právník (mlynář) Jan Náhlovský. Architektonický návrh pochází zřejmě od Františka Hellmanna. S určitostí to říci nelze, Hellmann totiž stavitelské zkoušky složil až v roce 1896 a v době stavby vily byl pouhým zednickým mistrem, ale na základě porovnání s jeho dalšími realizacemi (např. Adalbertinum v Hradci Králové) to lze předpokládat.
Po smrti Jana Náhlovského dům zdědil Jan Náhlovský mladší, statistik a publicista. Ten zároveň vlastnil vilu v Praze.
Od roku 1949 v budově sídlí městská knihovna. Od roku 1994 je budova kulturní památkou.

## Architektura
Vila je situována na jihozápadním okraji městské památkové zóny a původně uzavírala areál Náhlovského mlýna. Čerpá inspiraci z italské renesance. Hlavní průčelí je symetrické, s dvojicí nárožních rizalitů s tympanony. Okna jsou vsazena v šambránách zdobených balustrádami a doplněna trojúhelníkovými a obloukovými suprafenestrami. Valbová střecha je nízká, krytá nakoso položenými eternitovými šablonami, komíny jsou z režného zdiva ukončeny s římsou a betonovou krycí deskou. Světlík je ukončen bohatě dekorovanou mříží. Nápadná je růžovo-okrová omítka s bílými prvky. Vnitřní dispozice vily je rozvinuta kolem centrální, světlíkem prosvětlované haly, na niž navazují dvě symetricky uspořádané obytná křídla.